# Epanolol
Epanolol (łac. epanololum) – wielofunkcyjny organiczny związek chemiczny, lek stosowany w leczeniu choroby niedokrwiennej serca, o działaniu blokującym receptory adrenergiczne β1.
Epanolol jest lekiem β-adrenolitycznym działaniu na receptory adrenergiczne β1 oraz częściowym agonistą receptorów adrenergicznych β1, z wewnętrzną aktywnością sympatykomimetyczną.
Epanolol nie jest dopuszczony do obrotu w Polsce (2018).